# 约翰内斯·彼泽森
约翰内斯·彼泽森（丹麥語：Johannes Pedersen，1892年4月26日—1982年1月17日），丹麦男子竞技体操运动员。他曾代表丹麦获得1920年夏季奥运会体操比赛男子团体瑞典式银牌。他于1982年在罗斯基勒去世。